# Панюта Олег Вікторович
Оле́г Ві́кторович Паню́та (нар. 7 листопада 1970, Джанкой) — журналіст, ведучий телеканалу «Ми — Україна». Колишній ведучий програми «Подробиці тижня» на телеканалі «Інтер» та «Сьогодні. Підсумки з Олегом Панютою» на телеканалі «Україна».

## Біографія
Народився 7 листопада 1970 року в Джанкої.

### Освіта
В 1993 році закінчив Київський державний університет імені Тараса Шевченка за спеціальністю журналістика.
В 1996 році навчався за програмою для прессекретарів та за програмою для журналістів у рамках розвитку демократії нових незалежних держав у Вашингтоні.

### Досвід роботи
Після закінчення університету рік працював редактором у рекламному агентстві «Патрис-Н». В 1994 році був редактором масмедія центру «Нова мова».
З 1994 по 1997 рік був прессекретарем Міністерства зовнішньоекономічних зв'язків України.
В 1997 році Олег Панюта обійняв посаду прессекретаря віцепрем'єра Сергія Тігіпка.
З 1999 по 2004 рік працював на «Новому каналі» редактором, керівником ранкового інформаційного блоку, ведучим програм «Репортер. Ранок», «Репортер. Бізнес», «Репортер. Київ». Був автором та ведучим програм «Сезон зі смаком Davidoff», «Тим часом».
З 2000 по 2002 рік був прессекретарем компанії «Український алюміній».
У 2005 році був ведучим інформаційної програми «Новини», віцепрезидентом з інформаційної політики Національної телекомпанії України.
У 2006 році працював продюсером та ведучим програми «Ранок з Інтером».
У 2007 році був продюсером та ведучим програми «Сніданок з 1+1».
У 2009 році був головним редактором журналу «Telecity».
1 листопада 2009 року інформаційно-аналітичний тижневик «Подробиці тижня» на «Інтері» вийшов в ефір в оновленому форматі. Новим ведучим програми став Олег Панюта.
З 9 червня 2013 року новим ведучим програми «Подробиці тижня» став Євгеній Кисельов. Після цього Панюта залишив телеканал «Інтер» за власним бажанням.
З 4 листопада 2013 року веде нову програму «События недели» на телеканалі «Україна».
З 15 жовтня 2022 року ведучий телеканалу «Ми — Україна»

## Ролі в кіно
- 2003 «Завтра буде завтра» — Артем банкір.
- 2004 «Небо в горошок» — лікар.
- 2015 «Безсмертник» — ведучий на ювілеї Тамари Семенівни.

## Громадська позиція
Долучився до акції на підтримку українського режисера Олега Сенцова, незаконно ув'язненого у Росії.

## Захоплення
- подорожі
- кінні прогулянки лісом
- кулінарне мистецтво